# Гучигов, Альберт Эмишевич
Альберт Эмишевич Гучигов (род. 5 декабря 1964, Грозный) — советский боксёр, чемпион РСФСР 1986 года, серебряный призёр Кубка СССР 1986 года, мастер спорта СССР международного класса. В 1980—1990-х годах выступал на профессиональном ринге, стал чемпионом Канады.
По данным российских правоохранительных органов, был одним из телохранителей Джохара Дудаева. Участвовал в боевых действиях в годы первой чеченской войны. Создал в Москве туристическую фирму, которая отправляла боевиков на лечение за границу.
В 2000 году обвинялся в организации взрыва под Пушкинской площадью. Позже эти обвинения с него были сняты.
В 2010 году был осуждён на 3 года 9 месяцев за вымогательство. По утверждению самого Гучигова, он требовал вернуть долг.
В 2005 году организовал приезд в Чечню Майка Тайсона.

## Статистика профессиональных боёв
| Результат | Рекорд | Оппонент                                     | Метод                | Дата               | Место                      |
| --------- | ------ | -------------------------------------------- | -------------------- | ------------------ | -------------------------- |
| Поражение | 3-1    | Майкл Грин (1-1-0) · США                     | Единогласное решение | 3 мая 1991 года    | Канада, Онтарио, Гамильтон |
| Победа    | 3-0    | Расти Розенбергер (20-5-0) · США             | Технический нокаут   | 9 января 1991 года | Канада, Онтарио, Торонто   |
| Победа    | 2-0    | Дэвид Овертон (2-5-0) · США                  | Технический нокаут   | 11 июля 1990 года  | Канада, Онтарио, Китченер  |
| Победа    | 1-0    | Рейнальдо Майнас (5-2-0) · Багамские Острова | Технический нокаут   | 10 мая 1990 года   | США, Флорида, Майами       |